# Ampelisca lenaldei
Ampelisca lenaldei är en kräftdjursart. Ampelisca lenaldei ingår i släktet Ampelisca och familjen Ampeliscidae. Inga underarter finns listade i Catalogue of Life.